# Parque nacional Bukhansan
El parque nacional Bukhansan  (del coreano: 북한산국립공원, 北漢山國立公園) es un área protegida en Corea del Sur. Se encuentra en las cercanías de Seúl y Gyeonggi, cubre una área de 79.92 km² y se fundó el 2 de abril de 1983. Bukhansan significa «montañas al norte del río Han».
El parque contiene áreas forestales, templos y cumbres de granito. Las tres cumbres principales son Baekundae, 836.5 Insubong, 836,5 m (2744,4 pies)y Mangnyeongdae, 799,5 m (2623,0 pies). Debido a su popularidad entre escaladores y residentes de Seúl, algunos caminos se cierran rotatoriamente para proteger el entorno local.
La fortaleza Bukhansanseong está localizada en el parque, junto con una muralla defensiva de 9,5 km. Fue construida en este sitio en el 132 A.D. para proteger Seúl de invasiones extranjeras, y expandida a su tamaño actual en 1711. Fue reconstruida después del daño sufrido en la guerra de Corea. A pesar de su nombre, esta montaña está en Seúl, Corea del Sur, así que esta montaña no debe ser confundida con otra ubicada en Corea del Norte (también llamada  북한, bukhan).